# Samuel Alito
Samuel Alito (Trenton, 1950. április 1. –) amerikai olasz rendőrbíró, bíró és ügyvéd. 2006. január 31-e óta, George W. Bush elnök javaslatára az Az Amerikai Egyesült Államok Legfelsőbb Bírósága társbírója Sandra Day O’Connor utódjaként. Szolgált a katonaságban is.